# Papież Polak
Papież Polak – polski film dokumentalny z 1997 w reżyserii Aliny Czerniakowskiej.
Autorka filmu przedstawiła archiwalne materiały z pielgrzymek Jana Pawła II do Polski i jego spotkań z Polakami, również w Rzymie.
Obraz był filmem konkursowym na Międzynarodowym Katolickim Festiwalu Filmów i Multimediów w Niepokalanowie w 2000, zdobywając I nagrodę w kategorii filmu dokumentalnego.